# Philippe Mull
Philippe Mull, né le 11 novembre 1964, est un écuyer du cadre noir de Saumur et un cavalier français de concours complet d'équitation de niveau international. Il est entré à l'école nationale d'équitation en 1990, et a assuré les fonctions d'entraîneur national Juniors et Jeunes Cavaliers en concours complet de 1996 à 2009. 

## Principaux palmarès
- 1992 : 2e du CCI***du Lion d'Angers
- 1993 : 3e du CCI** de Bonn (Allemagne)
- 1995 : 4e du CCI** d'Atlanta (États-Unis), 2e de la Coupe des Alpes à Windorf (Autriche)
- 1996 : 11e du CCI*** de Boekelo (Pays-Pas), 11e du CCI*** de Saumur, 2e par équipe du CCI*** de Saumur
- 1997 : 10e du CCI*** de Saumur, 17e du CCI*** de Boekelo (Pays-Bas)
- 1998 : vice-champion du monde par équipe avec Viens du Frêne ENE*HN aux Jeux équestres mondiaux de 1998 à Rome (Italie)
- 2000 : 6e au Championnat du Monde des Jeunes Chevaux au Lion d'Angers